# الرجل الأول في روما (رواية)
رواية الرجل الأول في روما هي الرواية الأولى من السلسلة التاريخية للكاتبة الأسترالية كولين مكلو والتي تتضمن 7 أجزاء عن روما ضمن رسالتها في الماجستير صدرت عام 1990.